# 16. Nemzetközi Matematikai Diákolimpia
A 16. Nemzetközi Matematikai Diákolimpiát (1974) az NDK-ban, Erfurtban rendezték. Tizennyolc ország száznegyven versenyzője vett részt rajta. A záróünnepségre Berlinben került sor. Ezen az olimpián először indult az USA csapata, amely ugyan aranyérmet nem szerzett, de újoncként a 2. helyen végzett.  Magyarország egy arany-, három ezüst-, három bronzérmet szerzett, összpontszámával pedig 3. lett az országok között.
 (Az elérhető maximális pontszám: 8×40=320 pont volt)

## Országok eredményei pont szerint
|     | Ország           | Pont | Arany | Ezüst | Bronz |
| --- | ---------------- | ---- | ----- | ----- | ----- |
| 1.  | Szovjetunió      | 256  | 2     | 3     | 2     |
| 2.  | Egyesült Államok | 243  | 0     | 5     | 3     |
| 3.  | Magyarország     | 237  | 1     | 3     | 3     |
| 4.  | NDK              | 236  | 0     | 5     | 2     |
| 5.  | Jugoszlávia      | 216  | 2     | 1     | 2     |
| 6.  | Ausztria         | 212  | 1     | 1     | 4     |
| 7.  | Románia          | 199  | 1     | 1     | 3     |
| 8.  | Franciaország    | 194  | 1     | 1     | 3     |
| 9.  | Anglia           | 188  | 0     | 1     | 3     |
| 10. | Svédország       | 187  | 1     | 1     | 0     |
| 11. | Bulgária         | 171  | 0     | 1     | 4     |
| 12. | Csehszlovákia    | 158  | 0     | 0     | 2     |
| 13. | Vietnám1         | 146  | 1     | 1     | 2     |
| 14. | Lengyelország    | 138  | 0     | 0     | 2     |
| 15. | Hollandia        | 112  | 0     | 0     | 1     |
| 16. | Finnország       | 111  | 0     | 0     | 1     |
| 17. | Kuba2            | 65   | 0     | 0     | 0     |
| 18. | Mongólia         | 60   | 0     | 0     | 0     |

1) – 5 fővel indult
2) – 7 fővel indult

## A magyar csapat
A magyar csapat tagjai voltak:
| Név            | Évfolyam | Iskola                          | Város       | Díj   |
| -------------- | -------- | ------------------------------- | ----------- | ----- |
| Kollár János   | IV. o.   | Piarista Gimnázium              | Budapest    | Arany |
| Kiss Emil      | IV. o.   | Fazekas M. Gyakorló Gimn.       | Budapest    | Ezüst |
| Kertész Gábor  | IV. o.   | I. István Gimnázium             | Budapest    | Ezüst |
| Sparing László | III. o.  | Nagy Lajos Gimnázium            | Szombathely | Ezüst |
| Csuka Gábor    | IV. o.   | Apáczai Csere J. Gyakorló Gimn. | Budapest    | Bronz |
| Prőhle Péter   | IV. o.   | Fazekas M. Gyakorló Gimn.       | Budapest    | Bronz |
| Simányi Nándor | IV. o.   | József Attila Gimnázium         | Budapest    | Bronz |
| Somogyi Antal  | IV. o.   | Móricz Zsigmond Gimnázium       | Budapest    |       |

A csapat vezetője Hódi Endre volt.